# 村上令
村上 令（むらかみ れい、1923年12月15日 - 2012年8月19日）は福岡県福岡市出身の戦前・戦後に活躍した元ラグビー選手。ポジションはフランカー(FL)。

## 経歴
旧制福岡中学（現・福岡県立福岡高等学校）、明治大学出身。俊足で当たり負けしない屈強の身体能力を持ち、将来を有望視されたが、太平洋戦争の空中戦にて右腕を失う。復員後は明治大学ラグビー部で活躍。義手を布で覆い試合に出ていた。1950年度の明大主将である。卒業後は西日本新聞で報道記者を勤めるかたわら、福岡県・日本のラグビー発展に尽力した。